# Bezsenni (cykl)
Bezsenni (ang. The Sleepless) – cykl utworów amerykańskiej pisarki science fiction Nancy Kress. Cykl narodził się z  mikropowieści „Hiszpańscy żebracy” (Beggars in Spain, Asimov’s Science Fiction 1991, publikacja polska Nowa Fantastyka 1994 nr 8-9), która otrzymała zarówno nagrodę Hugo jak i Nebulę. Powieść była również nominowana do tych nagród.
Cykl opowiada o świecie, w którym prace genetyków doprowadziły do wyeliminowania genu odpowiedzialnego za konieczność snu. Brak potrzeby snu oznacza, że ludzie mają do dyspozycji więcej czasu, który mogą wykorzystać na naukę. Bezsenni okazują się mądrzejsi od reszty ludzi, z czasem zajmują więc dominować w społeczeństwie. Spotykają się z falą niechęci, a potem ataków.
Tytułowa fraza „hiszpańscy żebracy” określa w świecie Bezsennych ludzi starego porządku, którzy niczego nie mogą zaoferować i są tylko ciężarem dla produktywnych jednostek.

## TrylogiaBezsennych
- Hiszpańscy żebracy (Beggars in Spain, 1991, wyd. pol. Prószyński i S-ka, 1996), nominacje do Hugo 1994, Nebuli 1994, Prometeusza 1994, Nagrody Campbella za powieść 1994
- Żebracy nie mają wyboru (Beggars and Choosers, 1994, wyd. pol. Prószyński i S-ka, 1996), nominacje do Hugo 1995, Nebuli 1996
- Żebracy na koniach (Beggars Ride, 1996, wyd. pol. Prószyński i S-ka, 1998)

Oprócz powieści w skład cyklu wchodzi także opowiadanie Nie budźcie śpiących psów (Sleeping Dogs) opublikowane w antologii Dalekie horyzonty.